# Neostauropus amboynica
Neostauropus amboynica är en fjärilsart som beskrevs av Charles Oberthür 1911. Neostauropus amboynica ingår i släktet Neostauropus och familjen tandspinnare. Inga underarter finns listade i Catalogue of Life.